# Аланис Морисет
Аланис Надин Морисет (енгл. Alanis Nadine Morissette; Отава, 1. јун 1974) је канадско–америчка певачица, композитор и филмска глумица.
Њен дебитантски албум, Jagged Little Pill из 1995, постао је један од најуспешнијих албума свих времена, а процењено је да је продан у тридесет милиона примерака широм света. Након њега је следио албум Supposed Former Infatuation Junkie, који је такође био успешан, мада изразито мање од претходника. На трећем албуму, Under Rug Swept, преузела је улогу главног продуцента. Следила су још два албума: So-Called Chaos и Flavors of Entanglement. Аланис је такође закорачила у глумачке воде, појавивши се у неколико филмова и серија.

## Детињство, младост и музички почеци
Аланис Морисет рођена је у француском делу Отаве, Онтарио, Канада, као ћерка учитеља Алана, Канађанина, и Мађарице Џорџине Морисет. Има старијег брата Чада и брата близанца Вејда. Од њене треће до шесте године породица је живела у Немачкој, стога данас Аланис говори три језика: енглески, француски и немачки.
Са девет година написала је прву песму. Новцем од гостовања у дечјој ТВ-емисији You Can't Do That On Television издала је инди сингл Fate Stay With Me.
У Њујорку се пријавила на Star Search, популарно такмичење за америчке таленте али је испала после првог елиминационог круга.
Године 1990, потписала је свој први уговор са канадском продукцијском кућом MCA Records и 1991. године издаје свој први албум, Alanis, који је имао призвук тадашње популарне денс-поп музике. Први сингл са њега, Too Hot, постао је хит на канадским топ листама. Мада је албум постигао платинасти тираж у Канади, у Америци је доживела неуспех, док су је многи критичари отписали као само једну од многих певачица тог жанра почетком деведесетих.
Следеће године издаје други албум, Now is the Time, који је садржио једноставне поп баладе. Мада су критичари оценили албум боље од претходног, продаја је била изузетно лоша, и само је сингл An Emotion Away постигао омањи успех. Након неуспеха другог албума, MCA Records су раскинули уговор. Аланис се 1993. године сели у Торонто.

## Jagged Little Pill
Живећи сама по први пут у животу, Аланис се среће са многим младим музичарима и текстописцима, али резултати тих сарадња је фрустрирају, те одлучује да напусти Канаду и пресели се у Лос Анђелес. Тамо среће музичара Глена Баларда, са којим коначно успева да сними нову песму, Perfect, чије је стихове импровизовала док је Глен свирао гитару. Са њим пише текст и музику за остатак њеног првог албума, који представља њен музички преокрет из лаганог попа у алтернативни рок.
Jagged Little Pill, њен интернационални деби, бива издан преко продукцијске куће Maverick 1995. године, и у први мах не постиже успех. Међутим, лосанђеленски ди-џеј ускоро почиње често пуштати песму You Oughta Know на радио-станицама, и она постаје њен први велики хит. Одмах потом је снимљен и спот за песму, који постиже често приказивање на MTV-u. Слушаоци су били шокирани и одушевљени њеним приступом и ставовима, реткима за жене уметнице у то време.
Ускоро се са албума почињу рађати хитови попут Hand In My Pocket, You Learn, Head Over Feet, а 1996. године излази Аланисин највећи хит - Ironic. Додуше, примила је велике критике због текста те песме, када је постало очигледно да се многе ситуације које је Аланис описала заправо не могу категорисати као ироничне. Та песма је постала предмет подсмеха многих комичара у Америци, што је само још више осигурало њен комерцијални успех.
Током година, Jagged Little Pill је постигао невероватан успех, продавши се у 16 милиона примерака само у Америци, а у преко 33 милиона у целом свету. Постигао је вишеплатинасти тираж у многим земљама, и на крају године био крунисан на додели Греми награда са шест номинација и четири победе у категоријама Албум године, Најбоље женско рок извођење, Најбоља рок песма и Најбољи рок албум. Након тога, Аланис одлази на осамнаестомесечну светску турнеју.

## Други албум и остали пројекти
Након масовног успеха њеног првог албума, и завршетка напорне турнеје, Аланис је отпутовала у Индију, одакле се вратила пуна утисака и инспирације. Један од првих већих пројеката након тога била је песма Uninvited, коју је написала за познати филм Град Анђела. Мада песма није издата као сингл, постала је радио хит у Америци, и данас се сматра једном од њених најбољих издања. Албум музике из филма је постигао изузетан успех, продавши се у више милиона копија. Аланис је добила 2 Греми награде за ту песму, у категоријама Најбоља рок песма и Најбоље женско рок извођење, а добила је и номинацију за Најбољу песму из филма.
Године 1998. се Аланис вратила у студио, заједно са старим сарадником Гленом Балардом. Звук новог албума јасно је рефлектовао индијску музику и расположење, и садржао је много мрачнији амбијент од претходника. Неколико песама су потпуно кршиле уобичајену форму песама, приказивајући и Аланисину вољу за експериментисањем.
Када је албум коначно издат, продао се у 469.000 копија у првој недељи. Критичари су прихватили албум са одушевљењем, хвалећи експерименталну ноту у песмама, која се потпуно разликовала од претходног албума. Међутим, фанови су се у први мах осећали разочараним, управо због изузетног одступања од првенца, те је и комерцијални успех био изузетно мањи - продао се у око 3 милиона примерака у Америци и око 8 милиона у свету. Први сингл, Thank U, доспео је на прво место на канадским лествицама, и у топ 20 на америчким, и такође добио Греми номинацију за Најбољу женску поп изведбу. Са албума су се издвојили и синглови So Pure(за који је добила још једну Греми номинацију), Unsent i Joining You, али ниједан од њих није постигао већи успех.
Аланис је 1999. године снимила акустични албум MTV Unplugged, са кога се издвојио сингл That I Would Be Good. Албум је достигао златни тираж у Америци и Канади. Исте године се појавила у својој првој филмској улози у филму Догма, у коме је глумила Бога. Написала је и песму за тај филм, Still, која се појавила у ЦД форми тек на њеној првој компилацији.

## Дискографија
Албуми
- 1991. -  (објављено само у Канади)
- 1992. -  (објављено само у Канади)
- 1995. -

# 1 - САД (12 недеља), 16 пута платинасти (продано 14,5 милиона примерака),
# 2 - Италија,
# 6 - Француска,
- 1998. -

# 1 - САД (2 недеље), 3 пута платинаста штампа (2,6 милиона примерака продано),
# 1 - Италија,
# 5 - Француска,
# 3 - ВБ, платинаста штампа (укупна продаја: 7 милиона)
- 1999. -

# 63 - САД, златна штампа (продато 630.000 примерака),
# 6 - Италија (укупна продаја: 3 милиона примерака)
- 2002. -

# 1 - САД (1 недеља), платинасти (милион проданих примерака),
# 1 - Италија,
# 2 - Француска,
# 2 - ВБ, златни (укупна продаја: 4 милиона примерака)
- 2002. - , (ЦД/ДВД комплет) (73.000 примерака продано у САД)
- 2004. -

# 5 - САД, златна штампа (456.000 примерака продано),
# 5 - Француска,
# 4 - Италија,
# 8 - ВБ, сребрна штампа (укупна продаја: 2 милиона)
- 2005. - , (издано за Старбакс ланац 13. јуна, за остале 26. јула),

# 50 - САД (308.000 примерака продано),
# 8 - Француска
- 2005. -

# 51 - САД (127.413 примерака продано),
# 16 - Италија,
# 44 - ВБ,
# 18 - Немачка,
# 9 - Швајцарска,
# 49 - Холандија,
# 41 - Ирска